# Triprion
Triprion es un género de anfibios anuros de la familia Hylidae. Sus especies se distribuyen desde México a Panamá. 

## Especies
Se reconocen tres especies:
- Triprion petasatus (Cope, 1865) - Península del Yucatán (México), Belice, Guatemala y Honduras.
- Triprion spatulatus Günther, 1882 - Costa pacífica de México.
- Triprion spinosus (Steindachner, 1864) - Desde el este de México a Panamá.